# Minh Anh Tông
Minh Anh Tông (chữ Hán: 明英宗, 29 tháng 11, 1427 – 23 tháng 2, 1464), là vị Hoàng đế thứ 6 và thứ 8 của nhà Minh trong lịch sử Trung Quốc. Ông trị vì hai lần với niên hiệu Chính Thống (正統) từ năm 1435 tới năm 1449 và niên hiệu Thiên Thuận (天順) từ năm 1457 tới năm 1464.
Anh Tông Hoàng đế nổi tiếng trong lịch sử nhà Minh vì là người duy nhất lên ngôi 2 lần đăng quang. Vì nghe lời Vương Chấn, một hoạn quan thân tín, ông bị thua và bị bắt ở Sự biến Thổ Mộc bảo, việc này khiến người em trai là Thành vương Chu Kỳ Ngọc lên kế vị, tức Minh Đại Tông. Triều đình nhà Minh dùng vàng bạc chuộc Anh Tông về, và ông trở thành Thái Thượng hoàng.
Do triều thần có người muốn Anh Tông Thái Thượng hoàng phục tịch khiến Đại Tông Đương kim Hoàng đế nổi giận. Đại Tông trở nên dè dặt Anh Tông Thái Thượng hoàng và cho người giám sát ông. Cuối cùng, bằng Đoạt môn chi biến, Anh Tông trở lại Hoàng vị của mình vào năm 1457, sau khoảng 8 năm bị giam lỏng ở tước vị Thái Thượng hoàng.

## Thời trẻ

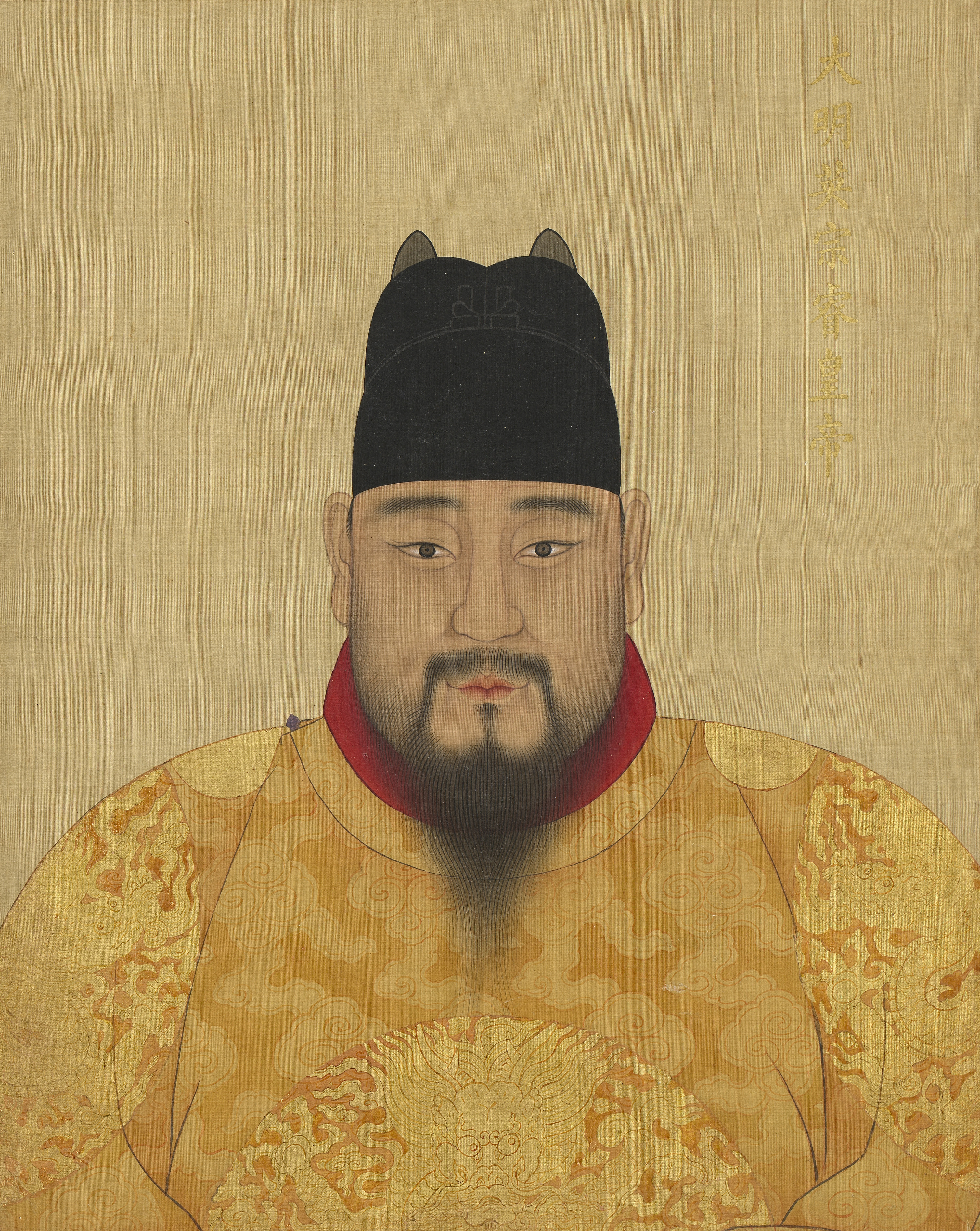
Minh Anh Tông Chính Thống hoàng đế Chu Kì Trấn

Anh Tông Hoàng đế tên thật là Chu Kì Trấn (朱祁鎮), sinh vào ngày 29 tháng 11 năm 1427 tại Tử Cấm Thành. Ông là con trưởng của Minh Tuyên Tông Tuyên Đức Hoàng đế. Về mẹ ruột của ông, có ý kiến cho rằng mẹ ông là một cung nữ họ Kỷ, nhưng khi ông ra đời đã được mang cho Hiếu Cung Chương Hoàng hậu Tôn thị đang đắc sủng nuôi làm con.
Năm 1428, tháng 2, khi mới 3 tháng tuổi, ông được Minh Tuyên Tông lập làm Hoàng thái tử.
Năm 1435, tháng giêng, Tuyên Đức Hoàng đế giá băng. Trong triều có tin đồn Trương Thái hoàng Thái hậu muốn triệu em Tuyên Tông là Tương vương Chu Chiêm Thiện lên nối ngôi. Để tránh dư luận bàn tán, Trương Thái hoàng Thái hậu sai người rước Chu Kỳ Trấn lúc đó mới 8 tuổi vào cung và chỉ định lên kế vị.
Ngày 10 tháng 1 năm đó, Chu Kỳ Trấn được lập lên nối ngôi, khi đó, ông chỉ vừa 8 tuổi. Do còn nhỏ, ông được bà nội là Thành Hiếu Chiêu Thái hoàng Thái hậu Trương thị đứng ra nhiếp chính.

## Thời kỳ Chính Thống

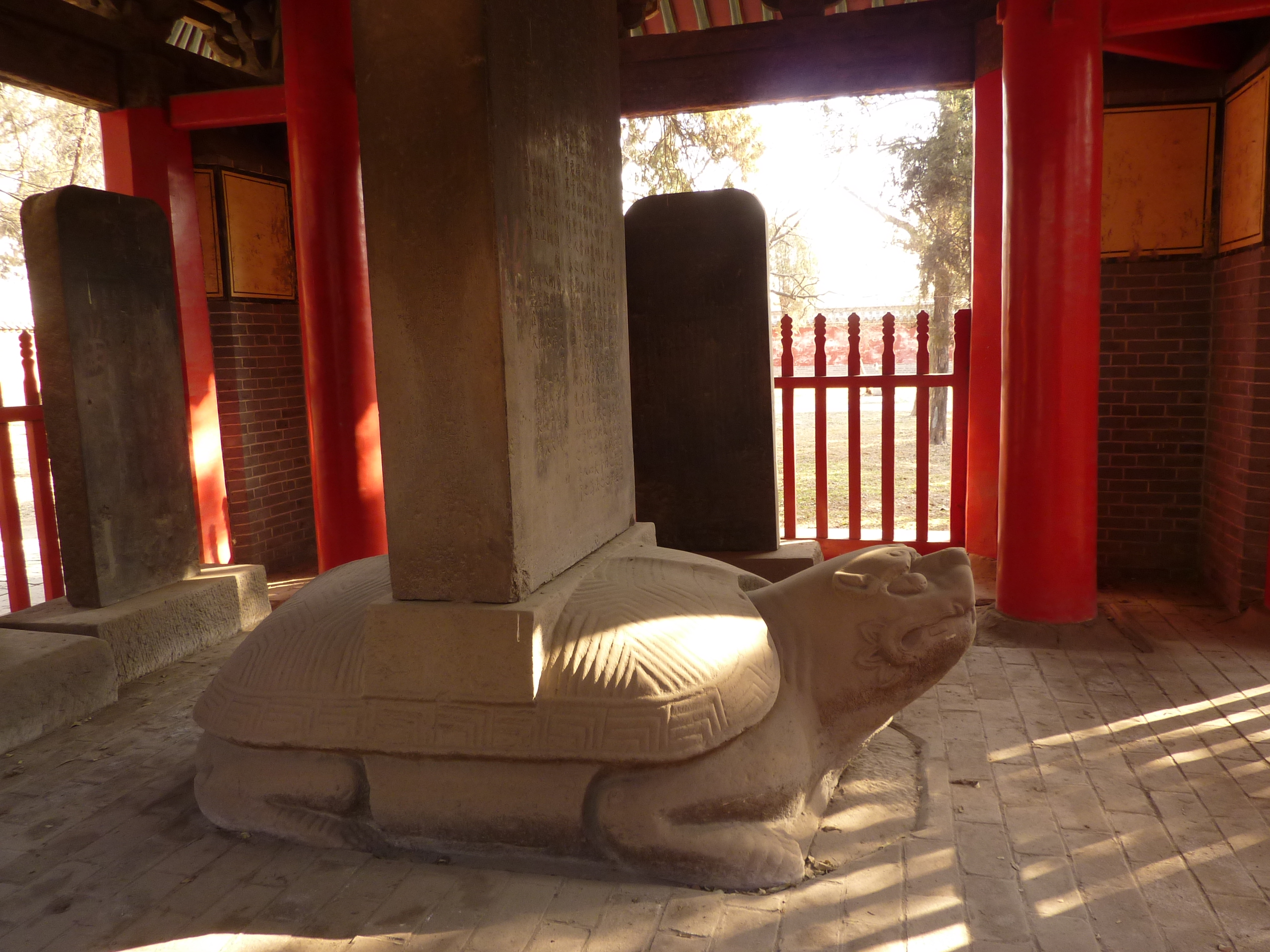
Tấm bia kỷ niệm xây dựng lại Đền thờ Nhan Hồi ở Khúc Phụ năm 1441 (năm Chính Thống thứ 6)

Minh Anh Tông còn nhỏ, Trương Thái hoàng Thái hậu sai các đại thần vào điện Kinh Diên dạy học và lễ nghĩa cho vua. Những người lãnh trách nhiệm này có đại thần Trương Phụ (張輔), Dương Sĩ Kỳ (杨士奇), Dương Vinh (杨荣), Dương Phổ (杨溥). Ngoài ra còn có thái giám Vương Chấn (王振) quản lý việc trong cung cấm.
Từ khi là Thái tử, Chu Kỳ Trấn đã thân với hoạn quan Vương Chấn. Sau khi lên ngôi, ông phong Vương Chấn làm Ty lễ giám đứng đầu các hoạn quan. Do nhà Minh đã bỏ chức thừa tướng từ thời Minh Thái Tổ, quyền hành tập trung hết vào tay vua, tới thời Minh Anh Tông nhờ cậy hết vào Vương Chấn: các tấu chương từ dưới tâu lên Anh Tông đều để Vương Chấn phê duyệt. Vì vậy uy quyền của Vương Chấn ngày càng lớn.
Do sự chuyên quyền của Vương Chấn, Trương Thái hoàng Thái hậu từng ra tay ngăn chặn, theo di huấn khi còn sống của Minh Thái Tổ không để hoạn quan dự triều chính. Nhưng điều đó chỉ tạm thời cản Vương Chấn. Năm 1442, Trương Thái hoàng Thái hậu qua đời, từ đó không còn ai ngăn cản sự lộng hành của Vương Chấn.
Nhiều quan lại sợ Vương Chấn nên ra sức lấy lòng Chấn, nhiều người muốn bản tấu được phê đều phải đút lót cho Vương Chấn. Trong số đó không phải tất cả đều mưu đồ cá nhân, cũng có những viên quan như Chu Thầm nhờ đó mà làm lợi cho địa phương mình.
Khi giao hết quyền cho Vương Chấn, Minh Anh Tông ở sâu trong cung cấm hưởng lạc. Ông hoàn toàn tin tưởng vào tài năng của Vương Chấn, vì từ nhiều đời trước các hoạn quan vào cung đều không biết chữ, trong số các hoạn quan trong triều khi đó chỉ có Vương Chấn xuất thân từ học trò tự hoạn vào cung.
Bên ngoài, các tông thất nhà Minh liên tiếp được ban thưởng nhiều ruộng đất và bản thân họ cũng cướp nhiều ruộng của dân nghèo làm tài sản riêng. Vì vậy, nhiều nơi nông dân nổi dậy khởi nghĩa. Năm 1445, Diệp Tông Lưu ở Chiết Giang khởi binh, bị thua một lần lại chạy sang Phúc Kiến khởi binh lần nữa năm 1447. Năm 1448, Đặng Mậu Thất ở huyện Sa, Phúc Kiến nổi lên, liên kết với Diệp Tông Lưu. Triều đình sai Trần Mậu, Lương Dao, Trần Dự dẹp được. Cùng lúc, Hoàng Tiêu Dưỡng ở Quảng Đông khởi nghĩa, đến tận năm 1450 mới bị trấn áp.
Ngoài biên ải phía tây nam nhà Minh cũng không yên ổn. Lộc Xuyên Tuyên úy ty (Vân Nam) gần Miến Điện, thủ lĩnh là cha con Tư Nhiệm Phát, Tư Cơ Phát và Tư Lộc chống triều đình từ năm 1437. Tình hình tạm yên năm 1440 khi Tư Nhiệm Phát có ý quy phục, nhưng Minh Anh Tông lại nghe theo Vương Chấn, muốn tỏ rõ võ công triều đình nên huy động nhiều binh sĩ Tứ Xuyên, Quý Châu và Hồ Quảng tham chiến tiếp, dù đến năm 1448 có thắng vài trận nhưng cuối cùng vẫn phải thừa nhận địa vị cai trị địa phương này của Tư Lộc.
Chiến sự liên miên cùng sự tham lam của bộ máy cai trị khiến quân đội càng suy yếu. Minh Thái Tổ từng xây dựng chế độ vệ sở, dùng phép "ngụ binh ư nông" để quân lĩnh tự cày cấy lấy lương thực, nhưng đến lúc này các võ quan cao cấp và các địa chủ lớn tại địa phương chiếm lấy đất của quân sĩ làm của riêng, thu nhập của đồn điền không đủ nuôi binh sĩ. Quân sĩ bỏ trốn rất nhiều, tính đến năm 1448, Bộ Binh báo cáo lên triều đình, tổng số quân sĩ bỏ trốn phải xóa tên lên tới 66 vạn người. Vũ khí trang bị cho quân đội nhà Minh cũng vừa thiếu vừa kém chất lượng, nhiều đồ dùng bị hư hỏng.

## Tù binh Ngõa Lạt

### Thân chinh
Tuy Mông Cổ bị Minh Thái Tổ đánh đuổi về thảo nguyên phía bắc nhưng vẫn là lực lượng hùng mạnh, luôn uy hiếp biên cương nhà Minh trong những năm sau đó. Tộc Ngõa Lạt là một chi của Mông Cổ, đến đầu thời Minh đã lớn mạnh hơn so với các bộ tộc Mông Cổ khác. Lúc đó Đại hãn Thoát Thoát và thái sư Dã Tiên muốn tiến xuống phía nam.
Nhân lúc quân Minh sa lầy vào cuộc chiến ở phía tây nam, năm 1442 Dã Tiên mở rộng lãnh địa và ảnh hưởng tới các vùng xung quanh, dần dần mở rộng lãnh thổ từ phía đông tới Triều Tiên, phía tây tới Tân Cương.
Năm 1448, Dã Tiên lại cử đoàn sứ bộ gồm 2.524 người đến Bắc Kinh, nói thăng lên 3.598 người để lĩnh thêm đồ thưởng của nhà Minh. Vương Chấn ra lệnh điều tra số lượng sứ bộ, lại thấy ngựa mang cống của Dã Tiên nhỏ gầy, bèn hạ giá ngựa đi, rồi giảm đồ ban thưởng xuống chỉ còn 1/5. Dã Tiên từng có hứa hẹn thông gia với nhà Minh, thấy triều Minh có ý khất việc đó và làm nhục sứ bộ, bèn nhân cớ đó để khởi binh.
Mùa hè năm 1449, Dã Tiên tập kết binh mã các nơi chuẩn bị tiến xuống phía nam. Tin truyền đến Bắc Kinh, Minh Anh Tông cử sứ đến các trấn Tuyên Phủ, Đại Đồng chỉnh đốn quân bị để đối phó.
Ngày 11 tháng 7, quân Ngõa Lạp của Dã Tiên ồ ạt tấn công Đại Đồng. Tướng Ngô Hạo nhà Minh đụng độ Dã Tiên ở Miêu Nhi Trang bị đại bại và tử trận. Minh Anh Tông điều Tỉnh Nguyên mang 4 vạn quân ra cứu viện, cũng bị tiêu diệt hoàn toàn.
Vương Chấn ra sức cổ vũ Anh Tông thân chinh noi theo gương các vua đời trước đánh Mông Cổ như Minh Thái Tổ và Minh Thành Tổ. Minh Anh Tông quen hưởng lạc, chưa có kinh nghiệm gian khổ trận mạc nên nghĩ việc quân sự khá đơn giản và nghe theo lời Vương Chấn.
Các đại thần như Thượng thư Bộ Binh là Khoáng Dã, Hữu thị lang Bộ Binh là Vu Khiêm, Thượng thư bộ Lại là Vương Trực... thấy Anh Tông định thân chinh, vội vã dâng sớ can ngăn, nhưng Anh Tông nhất định không nghe theo. Ngày rằm tháng 7 năm đó, ông ban chiếu thân chinh, để em là Thành vương Chu Kỳ Ngọc trấn thủ kinh thành, Phò mã đô úy Tiêu Kính phụ chính.
Tình hình ngoài mặt trận càng ngày càng bất lợi cho quân Minh. Ngày 16 tháng 7, Anh Tông lên đường ra mặt trận, mang theo 50 vạn tướng sĩ, đêm hôm đó đại quân đóng ở Ma Gia Lĩnh. Ngày 23 tháng 4 đại quân đến Tuyên Phủ. Những ngày hành quân liên tiếp có mưa gió, mọi người lo lắng, lương thảo không đủ, quân lĩnh đều mệt mỏi. Các quan xin Anh Tông ngừng hành quân vì quân sĩ kém hăng hái. Nhưng Anh Tông giao hết quyền cho Vương Chấn. Chấn một mực muốn đánh, hạ lệnh ba quân bày trận.
Ngày 28, Anh Tông tới phía nam thành Dương Hòa. Quân sĩ trông thấy xác chết của quân nhà trong trận đánh trước đó với quân Ngõa Thích, đều hoảng sợ. Ngày 1 tháng 8 thì đại quân đến Đại Đồng. Lúc này Dã Tiên sau trận thắng đã chủ động rút về phía bắc chờ đợi thời cơ. Vương Chân muốn phát lệnh bắc tiến, thái giám thân tín là Quách Kính vội báo với Vương Chấn về tình hình bi đát ngoài mặt trận của quân Minh. Vương Chấn biết tin thật, bắt đầu lo lắng, bèn quyết định rút quân về.
Ngày 2 tháng 8, đại quân bắt đầu rút về phía đông. Ban đầu, Vương Chấn định đi theo đường Tử Kinh Quan là đường ngắn để về nhanh. Tuy nhiên, đây cũng là đường qua Úy châu – quê Vương Chấn. Đi được 40 dặm, Vương Chấn chợt thay đổi ý định, sợ số quân lớn 50 vạn người sẽ giẫm nát lúa màu quê nhà, do đó quyết định đổi hướng hành quân từ đường đông nam lên đường đông bắc, đi theo đường cũ từ Tuyên Phủ về kinh. Việc thay đổi lộ trình vừa kéo dài thời gian, vừa gây ra nghi hoặc lớn trong các tướng sĩ.
Ngày 7 tháng 8, Anh Tông tới đến Tuyên Phủ. Dã Tiên phát hiện quân Minh đi đường vòng mất thời gian, bèn dẫn quân từ phía bắc đón đường vây đánh. Thượng thư Bộ Binh là Khoáng Dã đề nghị cử tinh binh đi sau cùng chặn hậu, còn xa giá phải nhanh chóng chạy vào cửa ải, nhưng Vương Chấn ra sức phản đối.
Ngày 10 tháng 8, Anh Tông đến đông nam Tuyên Phủ, ngày 12 sắp khởi hành thì nhận được tin báo quân Dã Tiên đã đuổi tới gần. Anh Tông bèn hạ lệnh đóng quân dựng trại một chỗ, cử anh em Ngô Khắc Trung và Ngô Khắc Cần ra chặn hậu. Dã Tiên đánh tới, giết chết anh em họ Ngô.
Chập tối, Anh Tông nghe tin anh em họ Ngô tử trận, bèn cử Chu Dũng, Tiết Phụ mang 4 vạn quân ra đánh, nhưng gặp phục binh ở hẻm núi Diều Nhi, toàn quân bị tiêu diệt.
Ngày 13, Anh Tông cùng đại quân tới pháo đài Thổ Mộc (Thổ Mộc Bảo), phía đông cách thành Hoài Lai 20 dặm. Quần thần kiến nghị kéo đến bảo vệ Hoài Lai, nhưng Vương Chấn cho rằng còn hơn 1000 xe quân dụng chưa tới, hạ lệnh toàn quân đóng lại Thổ Mộc Bảo để chờ đợi. Quân Minh chọn chỗ cao đóng trại, nhưng không tìm được nguồn nước.
Ngày 14 tháng 8, kỵ binh Ngõa Lạt đuổi đến nơi, bao vây chặt quân Minh, cắt đường nước suối phía nam cách đó 15 dặm. Quân Minh bị đói khát, phải kịch chiến suốt đêm ở phụ cận Ma Cốc Khẩu. Quân Minh không tìm được đường ra.
Đang lúc nguy cấp, có sứ giả của Dã Tiên tới xin nghị hòa, làm ra vẻ muốn rút quân. Anh Tông không biết là dối trá, bèn cho học sĩ Tào Nại thảo chiếu nghị hòa, rồi sai sứ sang gặp Dã Tiên. Vương Chấn cho rằng vòng vây đã được mở, vội hạ lệnh cho quân đi đến chỗ có gần nước. Trong lúc quân Minh tranh nhau đi lấy nước mất hàng lối thì quân Ngõa Lạt đột ngột tấn công. Mấy chục vạn quân Minh không kịp trở tay, không có đường chạy trốn, bị tử trận, thây nằm ngổn ngang.
Hộ vệ tướng quân Phàn Trung trong lúc hỗn loạn nổi giận cầm gậy đánh chết Vương Chấn. Sau đó Phàn Trung ra trận nhưng không chống nổi quân Ngõa Lạt và bị tử trận. Cùng bị giết với mấy chục vạn quân Minh có trên 50 quan văn võ là: Trương Phụ, Trần Doanh, Vương Tá (Thượng thư Bộ Hộ), Khoáng Dã (Thượng thư Bộ Binh), Tào Nại, Đình Tư, Vương Vĩnh Hòa, Đặng Khởi.
Minh Anh Tông biết không còn khả năng trốn chạy, bèn xuống ngựa chọn chỗ ngồi nhìn về hướng nam, chỉ còn 1 viên hoạn quan bên cạnh. Một kị binh Ngõa Lạt đuổi đến, muốn lấy bộ áo giáp quý giá trên người ông, nhưng ông cự tuyệt. Người lính Ngõa Lạt định giết ông thì anh người đó phi ngựa tới ngăn lại vì trông thấy phong cách bất thường của ông. Hai anh em người lính dẫn Minh Anh Tông đến gặp em Dã Tiên là Trại San vương.

### Tù binh
Vừa gặp Trại San vương, Anh Tông cất tiếng hỏi thân thế. Trại San vương nghe khẩu khí ông rất kinh ngạc, vội báo cho Dã Tiên. Dã Tiên bèn sai hai thủ hạ là Cáp Ba quốc sư và Cáp Giả Lý Bình Chương từng đi sứ nhà Minh đến nhận mặt. Sau khi xác định rõ là vua nhà Minh, Dã Tiên rất mừng, cho rằng đã có cơ hội tiến vào trung nguyên như các vua nhà Nguyên trước đây.
Dã Tiên muốn lấy Anh Tông làm con tin, bèn mang ông tới giao cho doanh trại của Bá Nhan Thiếp Mục Nhi phải bảo vệ.
Ngày 16 tháng 8, Dã Tiên mang Anh Tông đến phía nam thành Tuyên Phủ, bắt ông đứng ra dụ quân Minh trong thành phải mở cửa. Tướng giữ thành là Quách Đăng không chịu vì hiểu ý đồ cốt vơ vét của cải trong thành của Dã Tiên chứ không có ý định giết Anh Tông. Dã Tiên đành mang ông trở về doanh trại cũ trong sa mạc, huy động thêm lực lượng để mở chiến dịch mới đánh trung nguyên.
Được tin Anh Tông bị bắt, triều đình nhà Minh ở Bắc Kinh gấp gáp đối phó, lập em ông là Thành vương Chu Kỳ Ngọc lên làm vua mới, tức là Minh Đại Tông, lấy niên hiệu là Cảnh Thái và vọng tôn ông làm thái thượng hoàng. Tôn thái hậu và hoàng hậu thu gom rất nhiều vàng bạc châu báu lên xe để chuẩn bị xin đánh đổi lấy Anh Tông.
Trong số những người bị bắt cùng Anh Tông, có hoạn quan Hỉ Ninh (喜宁) đầu hàng Dã Tiên, mang tình hình Trung Nguyên nói với Dã Tiên. Cuối tháng 9 năm 1449, Dã Tiên tập hợp xong lực lượng các bộ tộc, kéo xuống phía nam tấn công Bắc Kinh. Ngày 1 tháng 10 quân Mông Cổ đến Đại Đồng. Đến chân thành, Dã Tiên tuyên bố ý định mang Anh Tông về để khiến nội bộ nhà Minh thù hận giết nhau. Anh Tông biết Dã Tiên sẽ không giết mình. Nhân lúc có tri phủ Hoắc huyện lén dâng ngỗng và rượu, Anh Tông sai đi nói với Quách Đăng hết sức giữ thành Đại Đồng.
Quả nhiên khi Dã Tiên đến chân thành, Quách Đăng một lần nữa không chịu mở thành. Dã Tiên bèn tiến về Bắc Kinh. Quách Đăng phi báo về triều. Ngày 1 tháng 10, Dã Tiên tiến đến Lư Cầu Kiều. Minh Anh Tông viết thư sai người gửi cho Tôn thái hậu và vua em Cảnh Thái thông báo tình hình, đề nghị cố sức phòng thủ.
Ngày 13 tháng 10, quân Ngõa Lạt đánh thành. Quân Minh dưới sự chỉ huy của Thượng thư Bộ Binh mới là Vu Khiêm đã kháng cự mãnh liệt. Dã Tiên cố sức đánh không nổi, lại sợ viện binh quân Minh các nơi kéo đến chặn đường về, nên ngày 15 tháng 10 nhổ trại lui về phía bắc.

### Được thả về nước
Qua lần công kích Bắc Kinh bất thành, Dã Tiên nhận ra ý định dùng Anh Tông tiến vào trung nguyên để khôi phục nhà Nguyên sẽ không thành công, mặt khác hai nước còn gián đoạn hoạt động buôn bán, tổn hại kinh tế không nhỏ. Vì vậy Dã Tiên bắt đầu có ý định trả lại Anh Tông.
Mùa đông năm đó, Anh Tông bị đưa lên ngựa trở về sa mạc, bên cạnh có 3 viên thủ hạ của Dã Tiên: Viên Bân, Hồ Ly và Cáp Minh thường ngủ cùng ông. Lâu ngày, quan hệ giữa ông và họ trở nên khá thân thiết. Dã Tiên đối đãi với Anh Tông rất hậu: 2 ngày cho một con cừu, 5 ngày cho một con dê, 7 ngày cho một con bò; còn sữa bò, sữa cừu mỗi ngày đều không thiếu. Dã Tiên còn muốn gả em gái cho Anh Tông, nhưng ông tìm cách từ chối.
Sau nhiều lần dùng Minh Anh Tông làm chiêu bài để lừa và ép triều đình nhà Minh các điều kiện về đất đai không thành, sang năm 1450, Dã Tiên sai người báo với triều đình nhà Minh ý định trả lại Anh Tông về Bắc Kinh. Nhà Minh xảy ra tranh luận gay gắt về vấn đề đón ông về. Vua em Cảnh Thái không muốn nhường lại ngôi vị nên lấy lý do Dã Tiên nhiều lần gian dối trong việc nghị hòa để phản đối. Sau khi bàn bạc với các đại thần, Cảnh Thái quyết định sẽ đón Anh Tông trở về ở ngôi thượng hoàng, vì ngôi vua của Cảnh Thái đã định.
Ngày 1 tháng 7 năm 1450, sứ bộ nhà Minh do Lý Thực đứng đầu lên đường đưa thư, nhưng nội dung chỉ nói tới nghị hòa không nói tới việc đón thượng hoàng Anh Tông. Ngày 11 tháng 7, Lý Thực tới chỗ Dã Tiên. Dã Tiên để Lý Thực gặp Anh Tông. Anh Tông thông qua thư từ của sứ bộ, biết vua em Cảnh Thái không muốn đón mình về, bèn nhờ Lý Thực báo với vua em, mình sẽ lui về trông coi lăng tẩm tổ tông hoặc làm dân thường, không trở lại ngôi báu nữa; mặt khác ông cảnh báo vua Cảnh Thái, nếu còn để ông làm tù binh, Dã Tiên còn tiếp tục quấy rối biên cương phía bắc.
Anh Tông quy trách nhiệm bại trận cho Vương Chấn và tỏ ý căm hận hoạn quan Hỉ Ninh phản bội. Vì vậy ông đề nghị Dã Tiên để Hỉ Ninh cùng trở về với sứ bộ nhà Minh thương nghị với triều đình Cảnh Thái. Theo mưu kế do Anh Tông dặn trong mật thư, tướng Cao Bân đi tới Tuyên Phủ hợp tác với quân Minh trong thành, bắt giữ Hỉ Ninh mang xé xác.
Trong khi Lý Thực chưa về tới Bắc Kinh, Khả hãn Thoát Thoát cũng không thích sự chuyên quyền của Dã Tiên, bèn sai sứ đến giảng hòa với vua Cảnh Thái. Cảnh Thái sai Dương Thiện đi đáp lễ nhưng vẫn không đả động việc đón Anh Tông trở về. Nhưng Dương Thiện nuôi ý định đón Anh Tông, bèn tự mình bỏ ra rất nhiều tiền riêng mang nhiều lễ vật cho Dã Tiên và cố thuyết phục Dã Tiên. Kết quả Dã Tiên quyết định trao trả Anh Tông về.
Ngày 2 tháng 8 năm 1450, Minh Anh Tông lên đường trở về Trung Quốc sau 1 năm làm tù binh. Dã Tiên mang quân theo đưa tiễn nửa ngày đường. Khi chia tay, Dã Tiên lấy một bộ quần áo chiến và 1 bộ cung tên tặng ông. Còn Bá Nhan Thiếp Mộc Nhi tiếp tục đưa tiễn ông 2 ngày đường.
Anh Tông trở về qua Thổ Mộc Bảo, cúng tế các tướng sĩ tử trận trước kia. Ngày rằm tháng 8, ông trở về tới Bắc Kinh. Khi qua An Định Môn, vua em Đại Tông cùng văn võ bá quan ra đón, rồi đưa ông về ở trong Nam cung.

## Thời kỳ Cảnh Thái

### Bị giam lỏng ở Nam cung
Minh Anh Tông bị Đại Tông khống chế ở Diên An cung, còn gọi là Nam Cung hay Tiểu Nam Thành, nhỏ bé hơn nhiều so với Tử Cấm Thành cũ mà ông từng ở khi còn ở ngôi. Ông bị Đại Tông cử người canh giữ nghiêm ngặt.
Ngày 11 tháng 11 là ngày sinh thứ 23 của ông, Minh Đại Tông đã từ chối kiến nghị của một số quan lại Bộ Lễ về việc cử hành long trọng mừng sinh nhật ông. Cuối năm đó, Thượng thư Bộ Lễ là Hồ Hoàng lại đề nghị tới Tết nguyên đán để mọi người tới chúc mừng Thái Thượng hoàng, nhưng Đại Tông cũng cự tuyệt. Sang những năm sau, năm nào Bộ Lễ cũng đề nghị cử hành lễ chúc mừng ông khi tới dịp nhưng không được Đại Tông chấp thuận.
Sang năm 1452, con Anh Tông là Thái tử Chu Kiến Thâm bị phế truất, thay vào đó là Chu Kiến Tế - con trai vua Đại Tông. Tuy nhiên năm sau, Chu Kiến Tế chết yểu. Ngự sử Chung Đồng dâng sớ đề nghị phục hồi ngôi Thái tử cho Chu Kiến Thâm, nhưng Đại Tông không nghe, giận dữ sai đánh đòn gậy khiến Chung Đồng bị chết.
Minh Anh Tông bị canh giữ chặt chẽ. Hoạn quan Nguyễn Lãng và Vương Dao từng nhận đồ dùng do ông tặng mang ra ngoài, liền bị Đại Tông bắt giam, kết quả cả hai cùng chết. Đến năm 1455, Đại Tông theo kiến nghị của hoạn quan Cao Bình, sai chặt hết cây cối của cung Diên An để đề phòng những người lén lút vượt tường cao qua lại với ông.
Cuộc sống hằng ngày của ông cũng rất vất vả, chỉ còn lại số rất ít các thị vệ, thức ăn chỉ được đưa qua lỗ nhỏ, vừa ít vừa kém chất. Hoàng hậu Tiền thị phải làm việc ngày đêm, làm ra được một số đồ thêu mang bán để đổi lấy đồ ăn thức uống, bên nhà mẹ Tiền Hoàng hậu cũng phải tiếp tế thêm.

### Binh biến Đoạt môn
Tháng 12 năm 1456, Minh Đại Tông bị bệnh nặng. Tết nguyên đán 1457, Đại Tông không thể tự cử hành các lễ đầu năm, phải sai đại thần Thạch Hanh làm thay. Thạch Hanh đoán chắc Đại Tông sẽ không qua khỏi, liền bàn với Dương Thiện, Tào Cát Tường chuẩn bị đưa Anh Tông trở lại ngôi vị. Thạch Hanh sai người báo cho Anh Tông biết, rồi tâu lên Tôn thái hậu. Đêm 16 tháng 1 năm 1457, Anh Tông đáp lại với Thạch Hanh và Từ Hữu Trinh nhất trí với đề nghị của họ.
Minh Đại Tông dự định sáng ngày 17 tháng giêng sẽ lâm triều. Canh ba sáng 17 tháng giêng, Thạch Hanh cùng Hữu đô ngự sử La Thông dẫn quân tiến về thành Nam. Canh tư, hơn 1000 quân dưới quyền Từ Hữu Trinh tiến vào thành, đánh tan quân canh giữ Anh Tông, đưa ông lên xe.
Sáng hôm đó khi trăm quan vào triều đợi từ canh 5, nhưng khi lên điện thì thấy Anh Tông xuất hiện, tuyên bố trở lại Hoàng vị. Ngay hôm sau, ông hạ lệnh bắt những người thân tín với Đại Tông như Vu Khiêm, Vương Văn.
Ngày 21 tháng giêng, đổi niên hiệu Cảnh Thái thứ 8 thành Thiên Thuận. Năm đó ông 31 tuổi. Sự kiện này được gọi là Đoạt môn chi biến (夺门之变; Binh biến đoạt môn).

## Thời kỳ Thiên Thuận

### Giết Vu Khiêm và Vương Văn
Ngay sau khi trở lại ngôi vua, Minh Anh Tông phế truất Đại Tông đang bệnh nặng làm Thành vương như cũ, cho ra ở Tây cung, phế chức Hoàng thái hậu của Ngô thị là mẫu thân Thành vương. Vợ cả của Thành vương là Uông thị trước kia vì từng phản đối thay đổi thái tử mà bị Cảnh Thái đày vào lãnh cung, đến đây Anh Tông cho thả ra, lại phong là Vương phi như trước. Mấy ngày sau Thành vương Chu Kỳ Ngọc qua đời. Có ý kiến cho rằng Thành vương bị Anh Tông sai người sát hại.
Sau đó ông hạ lệnh khôi phục chức tước, danh dự cho hoạn quan Vương Chấn, lập con là Chu Kiến Thâm trở lại ngôi thái tử. Những người có công làm binh biến được phong thưởng lớn có tới 3000 người. Nhiều người thăng tiến thời Cảnh Thái đều bị giáng chức hàng loạt.
Từ Hữu Trinh và Thạch Hanh trở thành công thần, muốn trừ bỏ Vu Khiêm và Vương Văn, bèn quy cho Vu Khiêm và Vương Văn tội muốn lập Tương vương Chu Chiêm Thiện (chú của Anh Tông và Đại Tông) làm vua. Kết quả hai người bị Minh Anh Tông kết án tử hình. Mọi người trong thiên hạ đều nói Vu Khiêm có công đánh lui quân Ngõa Thích bị chết oan. Việc sát hại Vu Khiêm của Minh Anh Tông bị đánh giá là sai lầm lớn nhất của ông trong lần làm vua thứ 2.
Từ khi Vu Khiêm bị sát hại, việc quân sự bị bỏ bễ, Anh Tông lo buồn và hối hận vì việc này. Minh Anh Tông giao việc triều chính cho Từ Hữu Trinh. Những người tham gia binh biến sau khi được đắc sủng chỉ chú trọng làm việc riêng tư, cuối cùng nảy sinh những việc tranh chấp quyền lực giữa những người này.

### Từ Hữu Trinh thất thế
Sau khi Minh Anh Tông phục tịch đã phong Từ Hữu Trinh được phong làm Vũ Công bá, Thượng thư bộ Binh; Thạch Hanh làm Tổng lĩnh các quân, Trung quốc công, đứng đầu ban võ. Tào Cát Tường làm Tư lễ thái giám, Tổng đốc ba doanh, đứng đầu hàng nội quan. Chú cháu Thạch Hanh dung túng cho các quan viên, mãnh sĩ hơn 10.000 người, hơn nửa triều đều là môn hạ, mỗi khi chúng ra ngoài người ta không ai dám nhìn thẳng vào mặt, cùng với Tào Cát Tường quyền nghiêng trong ngoài, gọi là Tào, Thạch.
Từ Hữu Trinh, Thạch Hanh, Tào Cát Tường từ thế đồng minh, vì tranh giành quyền lực mà trở mặt lẫn nhau. Từ Hữu Trinh mưu với Lý Hiền và Dương Tuyên đàn hặc Thạch Hanh, Tào Cát Tường thị sủng chuyên quyền, xâm chiếm ruộng của người dân, tuy nhiên nhà vua vì e ngại thế lực Tào, Thạch nên chưa muốn truy cứu đến cùng. Tào, Thạch biết được chuyện này, sinh oán với Hữu Trinh. Tào Cát Tường bí mật sai tiểu thái giám rình xem hai người họ nói cái gì, rồi giả cách vô ý nhắc lại những lời đó trước mặt Anh Tông. Khi Anh Tông hỏi sao biết những việc đó, thì bảo là do Hữu Trinh nói ra. Từ đó Anh Tông dần xa lánh Hữu Trinh. Khi ngự sử Trương Bằng bí mật tố cáo với Anh Tông những việc làm xấu xa của Thạch Hanh, thì có Cấp sự trung Vương Huyễn đem việc này nói cho Tào và Thạch biết. Hai người đến trước mặt Anh Tông khóc không chịu đứng dậy mà nói
Bọn thần vạn tử nhất sanh, nghênh đón hoàng thượng phục ngôi. Nay Nội các chuyên quyền, nhất tâm muốn trừ đi bọn thần.
Anh Tông nghe thấy động lòng, bèn lấy tội danh "Tham lam uy quyền, bài xích huân cựu" mà nhốt Từ Hữu Trinh vô ngục, rồi bãi quan đày ra Lĩnh Nam. Từ đó Thạch, Tào quyền nghiêng triều dã, không còn ai ngăn cản.

### Diệt họ Thạch
Thạch Hanh thao túng quyền trong tay, lo sợ quan văn lĩnh Đề đốc quân vụ sẽ cản trở đường thăng tiến của quan võ, tấu lên Anh Tông xin bãi miễn tuần phủ và đề đốc quân vụ ở các tỉnh biên giới. Từ sau khi đó, quân quyền của Hanh lại càng lớn mạnh. Nhiều lần Thạch Hanh chưa có chỉ dụ của Anh Tông mà cố tranh vào gặp; lúc có tấu chương dâng lên, Anh Tông phải nhìn theo sắc mặt của Hanh mà chuẩn hay bác, do đó hai bên dần sinh hiềm khích. Anh Tông không thể nhẫn nhịn được nữa, bèn hạ lệnh cho cửa Tả Thuận từ rày về sau không có lệnh triệu của hoàng đế thì không cho Thạch Hanh vào gặp nữa.
Phủ đệ của Thạch Hanh rất là xa hoa tráng lệ, giống như kiểu cách phủ vương gia, càng khiến Anh Tông càng bất mãn với Hanh. Mùa thu năm 1459, Thạch Bưu muốn được cử đến trấn Đại Đồng, sai thủ hạ là Thiên hộ Dương Bân hơn 50 người tấu xin. Anh Tông biết việc Bưu từng bí mật luyện tập quân sĩ ở Đại Đồng, liền bắt bọn Dương Bân tra khảo. Họ khai ra những điều trái phép mà Bưu từng làm. Anh Tông đại nộ, bắt giam Thạch Bưu vô ngục thất.
Thạch Hanh biết tin, đích thân đến khóc tạ tội, xin giáng chức của con em mình trong triều xuống hết, Anh Tông không theo. Các quan trong triều thấy Thạch Bưu bị bắt, biết Anh Tông có ý trừ họ Thạch, nên đồng loạt dâng sớ kể tội Thạch Hanh, trong đó có cả những người từng cùng phe với họ Thạch. Anh Tông bèn hạ lệnh bãi quan Thạch Hanh. Đầu tháng 2 năm 1460, Chỉ huy Cẩm y vệ Lục Cảo tấu lên rằng Thạch Hanh nuôi ý bất mãn, lại cùng cháu là Thạch Hậu lan truyền những lời lẽ không hay trong dân chúng và lén nuôi dưỡng những đứa vô lại. Các đại thần lại dâng sớ kể tội. Thạch Hanh bị bắt hạ ngục vì tội mưu phản, gia sản bị niêm phong. Tháng sau Thạch Hanh chết ở trong ngục; không lâu sau Thạch Bưu, Thạch Hậu bị xử chặt đầu phơi thây. Sau khi Thạch Hanh chết, Anh Tông lại nhớ tới Vu Khiêm, hối vì giết lầm ông ta, vì thế đem những quan lại hãm hại Vu Khiêm đều miễn chức và bắt tội.

### Cuộc binh biến của Tào Khâm

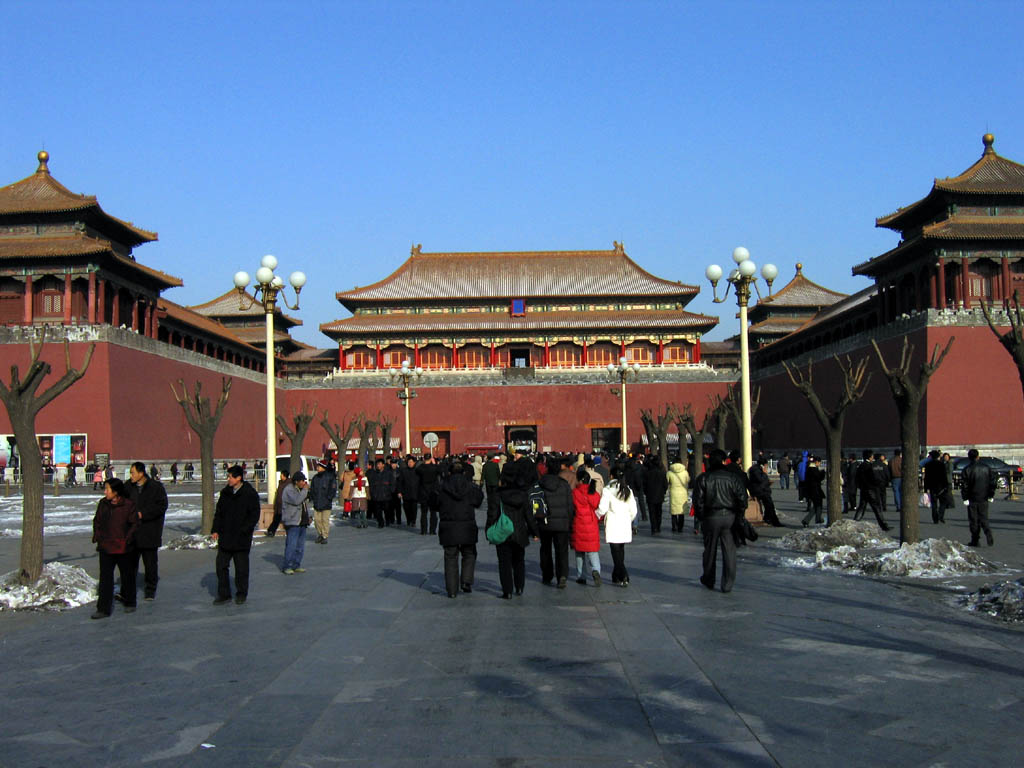
Hình ảnh Ngọ Môn, một trong các cổng của Tử Cấm Thành. Những khối đá lớn được rải dưới nền đất có thể từng được sử dụng để đóng chặt cổng thành trước sự tiến công của quân phản loạn.

Sau khi Thạch Hanh bị diệt, chú cháu Tào Cát Tường và Tào Khâm cũng sợ hãi sẽ bị trừ bỏ. Tào Cát Tường quyết định dùng đảo chính quân sự, nên rất biệt đãi quân sĩ bộ hạ.
Năm 1461, Tào Khâm bị Anh Tông tìm cớ khiển trách. Ngay sau đó, ngày 6 tháng 8, nhà vua ban chiếu xuống nói thủ dụ các võ quan phải nên trung thành với hoàng đế. Tào Khâm cho rằng đây là một mối đe dọa đối với mình. Ngày 20 tháng 7 năm 1461, vì Thát Đát quấy nhiễu biên cương, nhà vua sai Thượng thư bộ Binh Mã Ngang và tướng Tôn Thang đem 15.000 quân trấn giữ Cam châu và Lương châu. Tào Khâm lập mưu dùng quân của mình giết Mã Ngang và Tôn Thang khi 15.000 quân của họ rời kinh vào ngày 7 tháng 8 để rồi cướp lấy quân của họ, sau đó xông vào cung ép Anh Tông thoái vị, nhường ngôi cho thái tử Kiến Thâm, xưng Thái thượng hoàng như trước.
Đêm 6 tháng 8, Tào Khâm mở tiệc rượu thết đãi quân sĩ để chuẩn bị khởi sự, hai người quân sĩ Mông Cổ vì sợ thất bại nên đem việc đến báo với các quan chỉ huy Ngô Cẩn và Ngô Tông, Ngô Cẩn báo việc cho Tôn Thang, Tôn Thang báo lên Anh Tông. Nhận được tin báo, Anh Tông lập tức cho bắt giam Tào Cát Tường, phong tỏa bốn cổng của Tử Cấm Thành cùng chín cửa ngõ của Bắc Kinh. Tào Khâm biết âm mưu đã bị tiết lộ, bèn giết Chỉ huy Cấm quân Lục Cảo, bắt các đại thần Lý Hiền, Vương Cao, rồi dàn quân tấn công hai cửa Đông, Tây không được. Quân Minh phản công, Lý Hiền và Vương Cao thừa cơ hội bỏ trốn.
Các tướng Tôn Thang, Mã Ngang hợp sức giết hai em của Tào Khâm là Tào Huyễn, Tào Tuyền, Tào Đạc, chém Tào Khâm bị thương ở cả hai cánh tay. Tào Khâm tìm đường chạy khỏi thành Bắc Kinh, không được, bèn lui về cố thủ tại nhà riêng ở Bắc Kinh. Tôn Thang cùng Tôn Kế Tông đem quân xông vào nhà, Tào Khâm bèn nhảy xuống giếng mà tự sát. Quân Minh vớt xác của Khâm lên, sau đó chặt ra thành từng khúc.
Ngày 22 tháng 8 năm 1461, tất cả những người theo Tào Khâm làm phản đều bị chặt đầu. Ngày 8 tháng 8, Tào Cát Tường bị xử phanh thây ở Ngọ Môn dưới sự chứng kiến của tất cả các quan từ Thượng thư trở lên. Di thể của anh em Tào Khâm vẫn bị chưng ở đó thêm mấy ngày rồi mới ném đi. Các đồng mưu của Tào Khâm nhưng không tham gia vào vụ binh biến được miễn tội chết, đày ra Lĩnh Nam. Ngoài ra theo đề nghị của Lý Hiền, Anh Tông không xét hỏi đến những người bị bức ép theo phe phản nghịch. Ngoài ra Anh Tông còn lại lệnh tạm đình chỉ thu thuế ở trong thành, để ổn định lại tình hình. Những kẻ cơ hội thừa loạn mà đến các gia đình có thù oán với mình để quấy rối, đốt nhà, giết người. Anh Tông hạ lệnh bắt bọn cướp phá gông cổ thị chúng giống như kẻ tội phạm. Vì thành phần chính tham gia quân nổi dậy là người Mông Cổ, nên các tướng Mông cảm thấy không yên. Ngày 9 tháng 8, nhà vua xuống chiếu trấn an bọn họ.

## Qua đời
Sau khi Anh Tông dẹp xong lực lượng quyền thần họ Thạch và họ Tào, chính trường nhà Minh tương đối yên ổn. Trung tuần tháng 12 năm Thiên Thuận thứ 7, tức là đầu năm 1464 dương lịch, Minh Anh Tông mắc bệnh nặng không thể ra thượng triều được.
Năm Thiên Thuận thứ 8 (1464), ông không còn tự mình xử lý công việc được nữa, nên lệnh cho Hoàng thái tử Chu Kiến Thâm lên Văn Hoa điện để nhiếp chính. Ngày 16 tháng chạp, bệnh quá nặng, Hoàng đế tự liệu không thể qua khỏi, bèn triệu Hoàng thái tử và văn võ bá quan đến bên giường dặn dò. Ông dặn Thái tử mấy việc:
- Tiền Hoàng hậu chung hoạn nạn với ông nhưng không có con, Thái tử phải tận hiếu để Tiền hậu không xung đột với mẹ Thái tử là Chu Quý phi.
- Bãi bỏ chế độ tuẫn táng phi tần (phi tần bị chôn sống) theo ông sau khi ông qua đời[54].

Năm 1464, ngày 17 tháng 1 ÂL, Hoàng đế băng hà đúng 7 năm sau ngày ông trở lại ngôi, thọ 38 tuổi. Thái tử Chu Kiến Thâm lên nối ngôi, tức là Minh Hiến Tông Thành Hóa Hoàng đế.
Tháng 2 năm đó, ông được tôn thụy hiệu là Pháp Thiên Lập Đạo Nhân Minh Thành Kính Chiên Văn Hiến Vũ Chí Đức Quang Hiếu Duệ Hoàng đế (法天立道仁明誠敬昭文憲武至德廣孝睿皇帝), miếu hiệu là Anh Tông (英宗). Theo cách đặt tên thụy, Duệ là có thể làm thánh, Anh là nổi trội hơn người.
Tháng 5 năm đó, ông được chôn ở Dụ Lăng (裕陵) trong Minh thập tam lăng.

## Nhận định
Minh Anh Tông không được sử sách đánh giá cao. Thời đại ông sống là giai đoạn chuyển tiếp từ thịnh sang suy của nhà Minh, ông không có biện pháp hiệu quả nào để ngăn chặn tình hình xấu đi. Minh Anh Tông tin dùng gian thần khiến nền chính trị suy đồi.
Sử gia hiện đại Mạnh Sâm, người có những công trình biên soạn, nghiên cứu và đánh giá về lịch sử thời Minh - Thanh cho rằng Minh Anh Tông Thiên Thuận Đế là hôn quân, bất tài, trước trọng dụng Vương Chấn làm triều đình điên đảo, tham công để lọt vào tay Ngõa Lạt khiến quốc thể bị mất mặt; sau khi phục vị lại để cho Tào, Thạch lấn quyền thao túng.
Sang lần làm vua thứ 2, ông có được một vài thành tựu: ngăn chặn quyền thần, bãi bỏ chế độ tuẫn táng cung phi theo vua đã hình thành từ các triều đại trước. Việc bãi bỏ chế độ tuẫn táng của ông được xem là đáng lưu lại thịnh đức cho đời sau.

## Gia đình
- Cha: Minh Tuyên Tông Chu Chiêm Cơ.
- Mẹ: Hiếu Cung Chương Hoàng hậu Tôn thị (孝恭章皇后孙氏, 1399 - 1462), người Trân Bình, Sơn Đông. Cha bà là Vĩnh Thành huyện chủ bộ Tôn Trung (孙忠). Nhập cung phong vị Quý phi, rất được Tuyên Tông sủng ái. Sau khi Hồ Hoàng hậu bị phế, bà trở thành Hoàng hậu. Khi Anh tông kế vị, tôn hiệu Thượng Thánh Hoàng thái hậu (上圣皇太后), về sau cải thành Thánh Liệt Từ Thọ Hoàng thái hậu (圣烈慈寿皇太后).

### Hậu phi

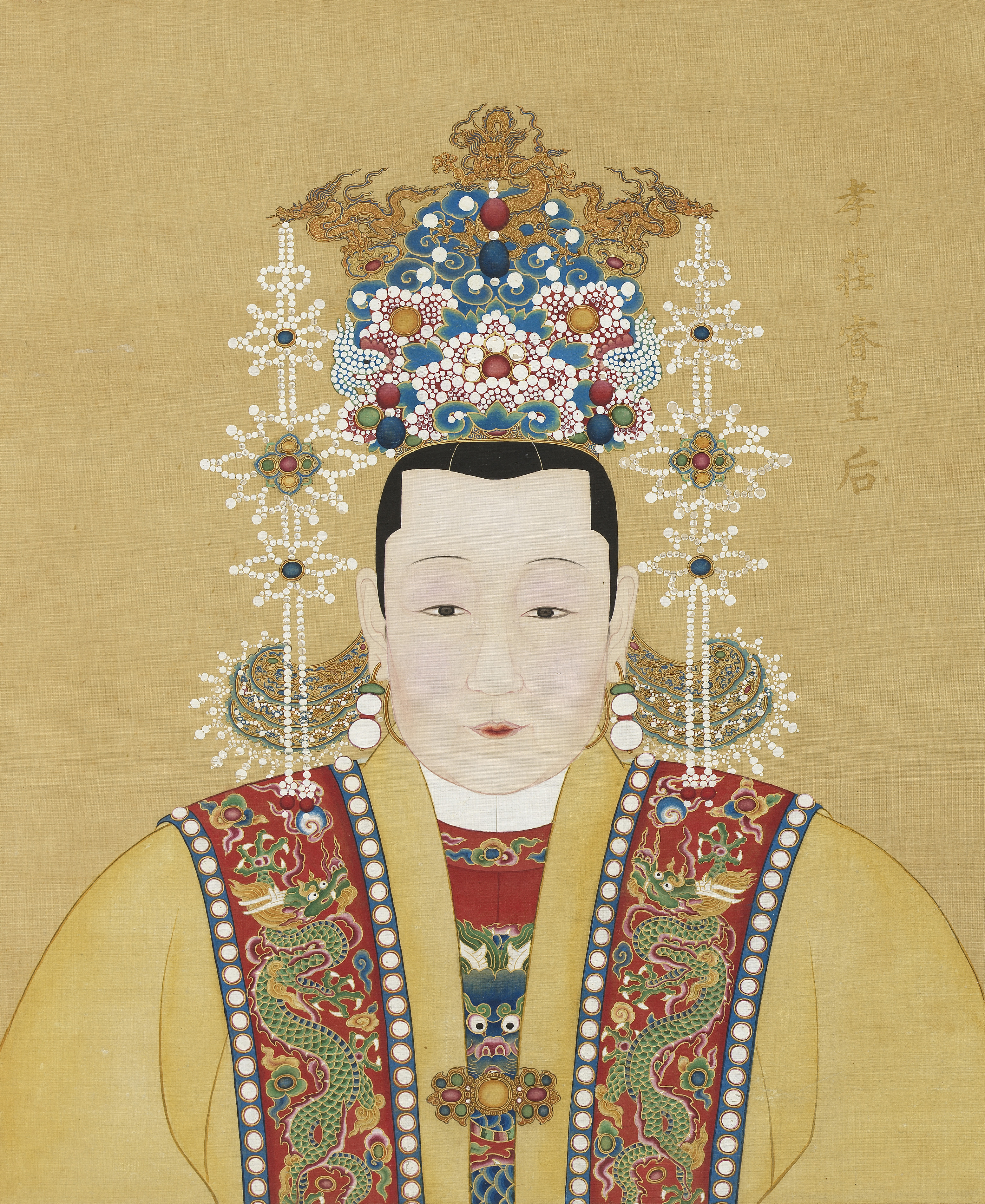
Hiếu Trang Duệ Hoàng hậu Tiền thị

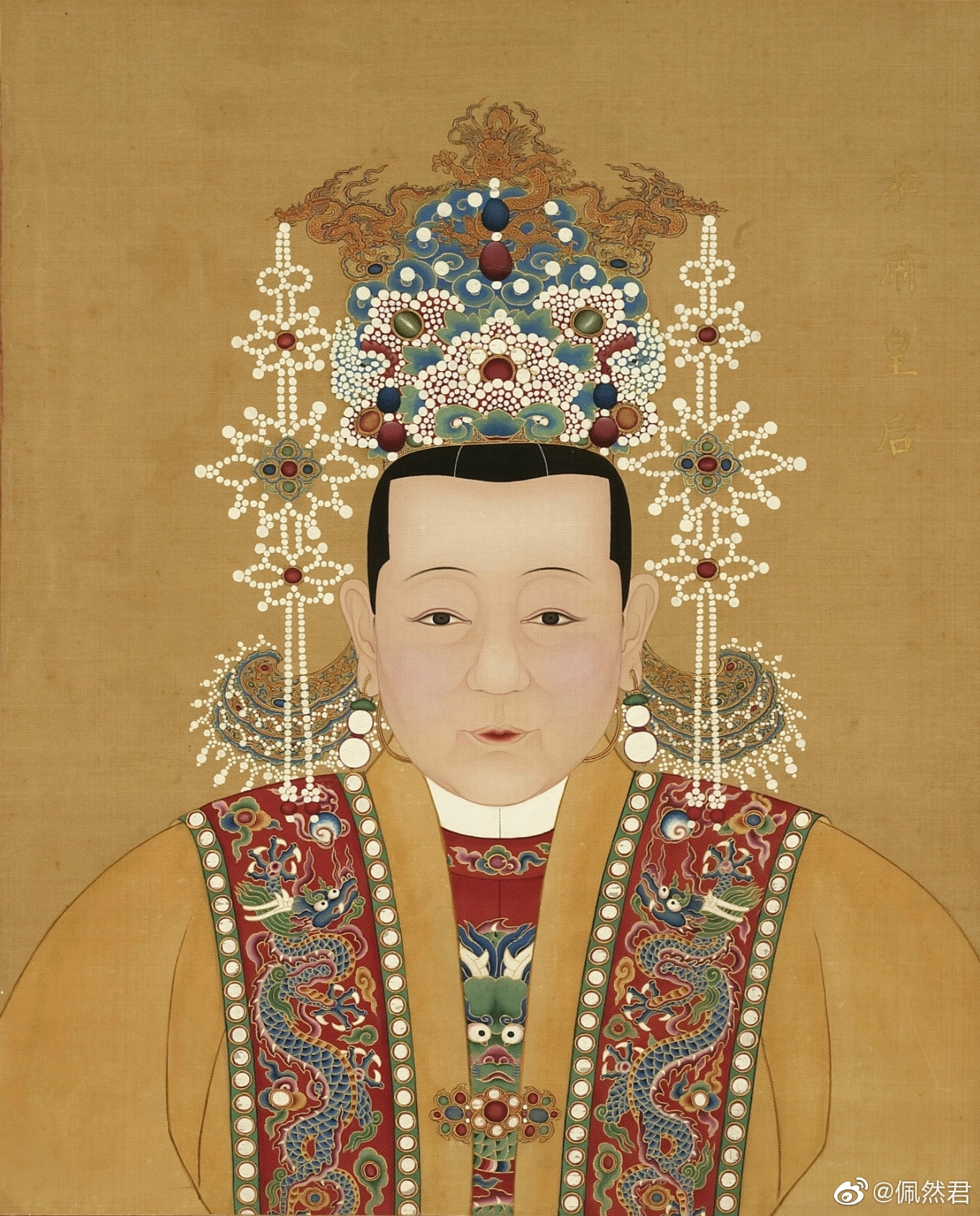
Hiếu Túc Hoàng hậu Chu thị

1. Hiếu Trang Duệ Hoàng hậu Tiền thị (孝莊睿皇后錢氏, 1426 - 1468), con gái Đô chỉ huy thiên sự Tiền Quý. Trong thời gian Anh Tông bị cầm tù ở Mông Cổ, bà từng bán hết tài sản riêng, cầu Trời Phật phù hộ cho Anh Tông. Do khóc nhiều và đau khổ, bà bị bệnh, liệt một chân và bị mù[60]Hiếu Túc Hoàng hậu Chu thị
2. Hiếu Túc Hoàng hậu Chu thị (孝肅皇后周氏, ? - ?), người Xương Bình, con gái Cẩm y vệ Thiên hộ Ninh quốc công Chu Năng (周能). Xuất thân cung nữ, sau vào hầu Anh Tông thì đắc sủng, sơ phong là Quý phi. Bà sinh ra Minh Hiến Tông và Sùng Giản vương Chu Kiến Trạch và Trùng Khánh Công chúa
3. Tĩnh Trang An Mục Thần phi Vạn thị (靖莊安穆宸妃万氏, 1431 - 1468), cha là Vạn Tụ (万聚), vốn chỉ là lính hầu, sau nhờ con gái làm phi mà tấn phong lên hàng Chính ngũ phẩm Cẩm y vệ Thiên hộ. Sinh hạ 6 người con: Đức Trang vương Chu Kiến Lân, Tam tử Chu Kiến Thực, Cát Giản vương Chu Kiến Tuấn, Hãn Mục vương Chu Kiến Trị, Thuần An Công chúa, Quảng Đức Công chúa. Là phi tần sinh nhiều con nhất trong hậu cung của Anh Tông
4. Đoan Tĩnh An Hòa Huệ phi Vương thị (端靖安和惠妃王氏, 1429 - 1485), người Đại Hưng, cha là Chính lục phẩm Cẩm y vệ Thiên hộ Vương Bân, mẹ là Phạm thị (范氏). Sinh hạ Gia Thiện Công chúa và Hứa Điệu vương Chu Kiến Thuần chết yểu
5. Cung Đoan Trang Huệ Đức phi Ngụy thị (恭端莊惠德妃魏氏, 1426 - 1469), cha là Nguỵ Trung (魏忠), mẹ là Trương thị (张氏). Năm Chính Thống thứ 7 (1442) nhập cung , tấn vị Đức phi (德妃). Đức phi tính tình nhu hoà, lục cung đều kính trọng. Sinh hạ Huy Trang vương Chu Kiến Phái, Nghi Hưng Công chúa và 1 hoàng nữ chết non. Sau khi qua đời , Minh Hiến Tông nghỉ chầu 5 ngày.
6. Trang Tĩnh An Vinh Thục phi Cao thị (莊靜安榮淑妃高氏, 1429 - 1511), vốn là cung nữ nhà tội thần , hầu hạ Anh Tông khi bị giam tại Nam Cung, được ông sủng hạnh. Sau Anh Tông tức vị, phong làm Thục phi (淑妃). Sinh hạ Tú Hoài vương Chu Kiến Chú và Long Khánh Công chúa
7. Trang Hi Đoan Túc An phi Dương thị (莊僖端肅安妃杨氏, 1414 - 1487), người Liêu Dương, cha là Dương Bá Nhan (杨伯颜), chú là Kim ngô hữu vệ chỉ huy đồng tri Dương Nghiễm (杨广); mẹ là Trương thị (张氏), chị của Cẩm y vệ bách hộ Trương Phúc An (张福安). Vào cung làm cung nữ, hầu hạ Anh Tông khi bị giam tại Nam Cung. Sau Anh Tông tức vị, phong làm An phi (安妃). Sinh hạ Sùng Đức Công chúa
8. Cung Hòa An Tĩnh Thuận phi Phàn thị (恭和安靜順妃樊氏, 1414 - 1470), người huyện Đan Đồ, sinh 1 hoàng nữ chết non , năm Thiên Thuận thứ nhất (1457) mới được tấn phong Thuận phi (順妃).
9. Chiêu Túc Tĩnh Đoan Hiền phi Vương thị (昭肅靖端賢妃王氏) , có cha là Cẩm y vệ Thiên hộ họ Lý , ba tuổi đã được sung vào Nội đình , năm Thiên Thuận thứ nhất (1457) mới được tấn phong Hiền phi (賢妃). Vương thị tính tình nhu hòa , lục cung đều kính trọng.
10. Trinh Thuận Ý Cung Kính phi Lưu thị (貞順懿恭敬妃刘氏, ? - 1463), có thể là mẹ của Gia Tường Công chúa , ban đầu truy phong Huệ phi (惠妃).
11. An Hòa Vinh Tĩnh Lệ phi Lưu thị (安和榮靖麗妃刘氏, 1426 - 1512), người Tế Ninh, cha là Lưu Lâm (刘林), mẹ là Trần thị (陈氏). Có thể là mẹ của Gia Tường Công chúa , là thị thiếp theo hầu Anh Tông từ tiềm để.
12. Chiêu Tĩnh Cung phi Lưu thị (昭靜恭妃刘氏, ? - 1500), sau khi qua đời Minh Hiếu Tông cho nghỉ chầu 1 ngày. Có thể là mẹ của Gia Tường Công chúa
13. Cung An Hòa phi Cung thị (恭安和妃宮氏, 1430 - 1467), con gái của Cẩm y vệ bách hộ Cung Chuẩn (宫纯) , năm 5 tuổi nhập Dịch đình , năm Thiên Thuận thứ nhất mới được tấn làm Hòa phi (和妃).
14. Cung Tĩnh Trang phi Triệu thị (恭靖莊妃趙氏, 1446 - 1514), người Hàng Châu, cha là Triệu Trí (赵智), mẹ là Ngô thị (吴氏). Năm Thiên Thuận thứ 4 (1460) sách phong Trang phi (莊妃). Sau khi qua đời Minh Vũ Tông cho nghỉ chầu 1 ngày
15. Đoan Trang Chiêu phi Vũ thị (端莊昭妃武氏) , cha là Cẩm y vệ Thiên hộ Vũ Khoan (武宽) , năm Tuyên Đức thứ sáu nhập Dịch đình , phân vị Tuyển thị. Thiên Thuận nguyên niên mới được tấn làm Chiêu phi (昭妃) , mất năm Thành Hòa thứ 3.
16. Chiêu Ý Hiền phi Lý thị (昭懿賢妃李氏)
17. Vinh Tĩnh Trinh phi Vương thị (榮靖貞妃王氏) , niên hiệu Thiên Thuận năm Đinh Sửu sách phong Trinh phi (貞妃) , mất năm Chính Đức thứ 2.
18. Hy Khác Sung phi Dư thị (僖恪充妃余氏)
19. Cung Hy Thành phi Trương thị (恭僖成妃張氏, ? - 1504) , xuất thân cung nữ.
20. Huệ Hoà Lệ phi Trần thị (惠和麗妃陳氏, ? - 1500) , xuất thân cung nữ , sau khi qua đời được an táng với nghi lễ như Chiêu Tĩnh Cung phi Lưu thị , Minh Hiếu Tông nghỉ chầu 1 ngày.
21. Đoan Hoà Ý phi Hoàng thị (端和懿妃黃氏, ? - 1491)

### Hoàng tử
| TT | Họ tên                | Tước vị                             | Sinh             | Mất               | Mẹ                                         | Thê thiếp | Ghi chú |
| -- | --------------------- | ----------------------------------- | ---------------- | ----------------- | ------------------------------------------ | --- | --- |
| 1  | Chu Kiến Thâm 朱見深  | Hiến Tông Thuần Hoàng đế 憲宗純皇帝 | 9 tháng 12, 1447 | 9 tháng 9, 1487   | Hiếu Túc Hoàng hậu (孝肅皇后)              | | Đăng cơ năm 1464 |
| 2  | Chu Kiến Lân 朱見潾   | Đức Trang vương 德莊王              | 7 tháng 5, 1448  | 7 tháng 9, 1517   | Tĩnh Trang An Mục Thần phi (靖庄安穆宸妃)  | Đức Trang Vương phi Lưu thị 德庄王妃刘氏                                                                                | Có ba con trai. Trưởng tử Thái An Cung Giản vương Chu Hựu Thông (泰安恭简王朱佑樬), Nhị tử Đức Ý vương Chu Hựu Dung (德懿王朱佑榕), Tam tử Tế Ninh An Hi vương Chu Hựu Tầm (济宁安僖王朱佑桪) |
| 3  | Chu Kiến Thực 朱見湜  | không có                            | 2 tháng 8, 1449  | 30 tháng 8, 1451  | Tĩnh Trang An Mục Thần phi (靖庄安穆宸妃)  | | Chết non |
| 4  | Chu Kiến Thuần 朱見淳 | Hứa Điệu vương 許悼王               | 3 tháng 4, 1450  | 3 tháng 1, 1453   | Đoan Tĩnh An Hòa Huệ phi (端靖安和惠妃)    | | Chết non, thuỵ là Hứa Điệu vương (許悼王) |
| 5  | Chu Kiến Chú 朱見澍   | Tú Hoài vương 秀懷王                | 12 tháng 3, 1452 | 13 tháng 10, 1472 | Trang Tĩnh An Vinh Thục phi (莊靜安榮淑妃) | Vương phi Hoàng thị (王妃黄氏), con gái của Thần sách vệ chỉ huy Hoàng Dục (黄昱) Cháu của Nhân Tông Cung Tĩnh Sung phi | Không có con trai, có một con gái là Thuận Nghĩa Quận chúa (顺义郡主) |
| 6  | Chu Kiến Trạch 朱見澤 | Sùng Giản vương 崇簡王              | 2 tháng 5, 1455  | 27 tháng 8, 1505  | Hiếu Túc Hoàng hậu (孝肅皇后)              | Sùng Giản Vương phi Dư thị (崇简王妃余氏), con gái của Binh mã chỉ huy Dư Tín (余信)                                    | Có ba con trai. Trưởng tử Sùng Tĩnh vương Chu Hựu Mật (崇靖王朱佑樒), Nhị tử Thụy An Cung Giản vương Chu Hựu Hoàn (瑞安恭简王朱佑桓), Tam tử Khánh Nguyên Vinh Khang vương Chu Hựu Cư (庆元荣康王朱佑椐) |
| 7  | Chu Kiến Tuấn 朱見浚  | Cát Giản vương 吉簡王               | 11 tháng 7, 1456 | 16 tháng 8, 1527  | Tĩnh Trang An Mục Thần phi (靖庄安穆宸妃)  | | Trưởng tử Chu Hựu Phu (朱祐枎) mất sớm nên đích tôn thừa tước |
| 8  | Chu Kiến Trị 朱見治   | Hãn Mục vương 忻穆王                | 18 tháng 3, 1458 | 2 tháng 4, 1472   | Tĩnh Trang An Mục Thần phi (靖庄安穆宸妃)  | | Chết trẻ |
| 9  | Chu Kiến Phái 朱見沛  | Huy Trang vương 徽莊王              | 2 tháng 3, 1463  | 13 tháng 6, 1505  | Cung Đoan Trang Huệ Đức phi (恭端莊惠德妃) | Huy Trang Vương phi Hoàng thị (徽莊王妃黄氏), chị em cùng cha với Tú Hoài Vương phi                                     | Có sáu con trai. Trưởng tử Huy Giản vương Chu Hựu Đài (徽简王朱佑台), Nhị tử Thái Hòa Đoan Hi vương Chu Hựu Uế (太和端僖王朱佑檖), Tam tử Toại Xương Cung Huệ vương Chu Hựu Cống (遂昌恭惠王朱佑樌), Tứ tử Cảnh Ninh Cung Dụ vương Chu Hựu Oản (景宁恭裕王朱佑椀), Ngũ tử Kiến Đức Khang Hòa vương Chu Hựu Cận (建德康和王朱佑槿), Lục tử Dương Thành Cung Hi vương Chu Hựu ? (阳城恭僖王朱佑?) |

### Hoàng nữ
Chỉ rõ được 10 người, sử sách ghi rằng Long Khánh Công chúa là con gái thứ 11 của Anh Tông. Vì vậy, Anh Tông phải có ít nhất là 12 người con gái (có thể có hai người con gái chết yểu nhưng không được ghi chép)
| TT | Tước vị                        | Sinh     | Mất      | Năm kết hôn | Phu quân                                 | Mẹ                          | Ghi chú                                                                                       |
| -- | ------------------------------ | -------- | -------- | ----------- | ---------------------------------------- | --------------------------- | --------------------------------------------------------------------------------------------- |
| 1  | Trùng Khánh Công chúa 重慶公主 | 1446     | 1499     | 1461        | Chu Cảnh (周景)                          | Hiếu Túc Hoàng hậu          | Con trai là Chu Hiền (周賢)                                                                   |
| 2  | Gia Thiện Công chúa 嘉善公主   | không rõ | 1499     | 1466        | Vương Tăng (王增), Binh bộ Thượng thư    | Đoan Tĩnh An Hòa Huệ phi    | Có hai con gái                                                                                |
| 3  | Thuần An Công chúa 淳安公主    | không rõ | không rõ | 1466        | Thái Chấn (蔡震)                         | Tĩnh Trang An Mục Thần phi  | Phu phụ hoà thuận, sống thọ hơn 80 tuổi Có bốn con trai và hai con gái                        |
| 4  | Sùng Đức Công chúa 崇德公主    | không rõ | 1489     | 1466        | Dương Vĩ (楊偉), cháu Dương Thiện (楊善) | Trang Hi Đoan Túc An phi    | Con trai là Dương Tỷ (杨玺)                                                                   |
| 5  | Quảng Đức Công chúa 廣德公主   | 1454     | 1484     | 1472        | Phàn Khải (樊凱)                         | Tĩnh Trang An Mục Thần phi  | Tên là Chu Duyên Tường (朱延祥), có bốn con trai và hai con gái Mộ phần tại Tây Sơn, Bắc Kinh |
| 6  | Nghi Hưng Công chúa 宜興公主   | không rõ | 1514     | 1473        | Mã Thành (馬誠)                          | Cung Đoan Trang Huệ Đức phi |                                                                                               |
| 7  | Long Khánh Công chúa 隆慶公主  | 1455     | 1480     | 1473        | Du Thái (游泰)                           | Trang Tĩnh An Vinh Thục phi | Con gái tên là Du Chi (游芝)                                                                  |
| 8  | Gia Tường Công chúa 嘉祥公主   | không rõ | 1483     | 1477        | Hoàng Dung (黃鏞)                        | Vương phi Lưu thị, không rõ |                                                                                               |
| 9  | Hoàng nữ                       | không rõ | không rõ |             |                                          | Cung Đoan Trang Huệ Đức phi | chết non                                                                                      |
| 10 | Hoàng nữ                       | không rõ | không rõ |             |                                          | Cung Hòa An Tĩnh Thuận phi  | chết non                                                                                      |

## Trong văn hoá đại chúng
| Năm  | Phim ảnh             | Diễn viên        |
| 2016 | Nữ y Minh phi truyện | Hoắc Kiến Hoa    |
| 2019 | Đại Minh phong hoa   | Trương Nghệ Hưng |